# Cuban Rebel Girls
Cuban Rebel Girls è un film documentario semi-drammatico di serie B del 1959 diretto da Barry Mahon. Scritto e narrato da Errol Flynn - simpatizzante della rivoluzione cubana guidata da Fidel Castro nella sua fase iniziale - è interpretato anche dalla sua fidanzata dell'epoca, Beverly Aadland. È l'ultimo film girato dall'attore statunitense di origini australiane, morto per un infarto prima dell'uscita della pellicola.

## Trama
Errol Flynn, nel ruolo di corrispondente di guerra per conto di Hearst Press, arriva a Cuba per scrivere una serie di articoli sulla rivoluzione di Fidel Castro. Viene contattato da una delle agenti di Castro, che lo porta in un resort sulla spiaggia. Qui incontra un giovane che lo porterà dai ribelli cubani. Flynn scriverà i suoi articoli, tra i quali uno viene dedicato alle Cuban Rebel Girls.
Il film racconta in seguito la storia di due ragazze americane, Beverly e Jacqueline, il cui fratello Johnny (il fidanzato di Beverly) sta combattendo per Castro. Le due ragazze decidono di visitare Cuba. Prendono i 50.000 dollari raccolti dagli amici americani della rivoluzione per comprare armi, visitano Key West e poi volano a Cuba.